# 三重県南部自動車学校
三重県南部自動車学校は2024年8月1日より”ほめちぎる教習所伊勢”に名称変更しました。
ほめちぎる教習所伊勢（旧教習所名：三重県南部自動車学校）は、
株式会社TDGホールディングス（旧社名：大東自動車株式会社）が運営する
三重県伊勢市小俣町元町1648-10にある三重県公安委員会の指定自動車教習所。
三重県で最も入校者数の多い自動車教習所である。
2013年（平成25年）から教官が教習生を積極的に褒めることで意欲を高める
「ほめちぎる教習所」を実践している。
2024年現在の代表取締役社長は加藤光一。

## 免許
- 中型自動車
- 準中型自動車
- 普通自動車第一種・第二種
- けん引
- 大型自動二輪車
- 普通自動二輪車
- 小型自動二輪車

## 教習車
- 普通車の教習車は、マツダ教習車を採用している。

## ほめちぎる教習所
2013年（平成25年）2月より、教官が教習生を積極的に褒める指導を行っている。
自動車学校の教官は「厳しい」や「怖い」というイメージを持たれがちであり、
南部自動車学校でも以前はそのようなイメージを教習生から持たれていた。
しかし若者の車離れによる運転免許取得意欲の低下や入校しても中途退学する教習生が現れるようになったことから、
南部自動車学校では「シートベルトの装着いいね」などと褒めて伸ばすという指導方針を取るようになり、
自動車教習所のイメージを一変させた。2013年実施の教習生へのアンケートでは97%が褒められてやる気が上昇したと回答しており、
教習生の評判が良い。ほめちぎるという指導法に当初は反発する教官もいたが、教習生の試験合格率の上昇や卒業生の交通事故率低下といった効果が表れるにつれ受け入れられていった。
教官は「ほめる達人検定」を全員が取得し、朝礼での教官同士の褒め合いやさまざまなものを褒める練習を日頃から実践している。
こうした実践は職場環境の改善につながったという。更に2014年（平成26年）には「ほめちぎる教習所」を商標登録（登録番号：5675300）し、独自の基準を持たした日本各地の教習所で「ほめちぎる教習所」の名称使用を許可している。
2018年（平成30年）には教習所のノウハウやほめる指導を推奨する本『「ほめちぎる教習所」のやる気の育て方』
（ISBN 978-4048961073）をKADOKAWAから出版した。

## 周辺
- 三重県道428号伊勢小俣松阪線
- 宮古橋
- 小俣神社